# قائمة الأغذية حسب أصولها

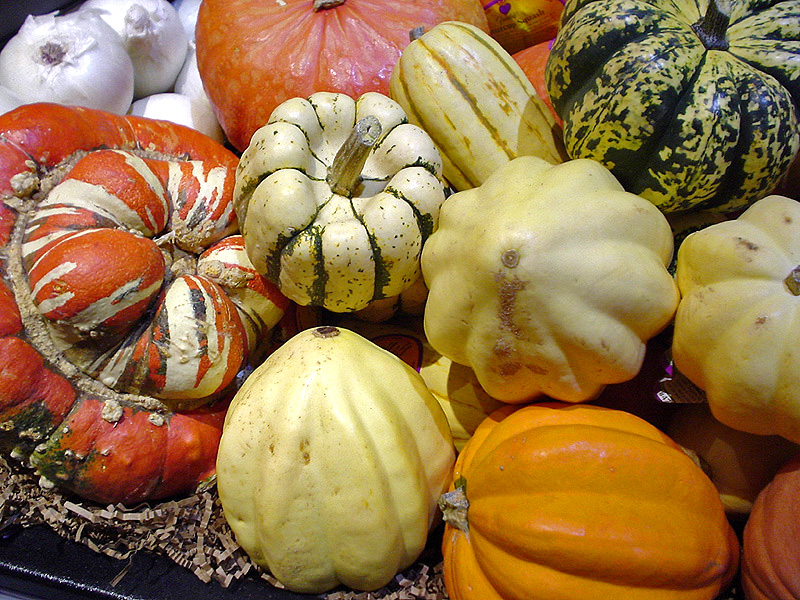
أنواع مختلفة من القرع

لطالما كانت بعض الأطعمة شائعة في كل قارة، مثل العديد من المأكولات البحرية والنباتات. ومن الأمثلة على ذلك العسل وبلح البحر وسرطان البحر وجوز الهند. حدد نيكولاي فافيلوف في البداية مراكز المنشأ لثمانية نباتات محاصيل، وقسمها إلى اثنتي عشرة مجموعة في عام 1935.

## الأمريكيتان
تمّ تدجين نبات الذرة والفاصولياء والقرع في وسط أمريكا منذ حوالي 3500 سنة. أما البطاطا والكينوا والبفرة فقد تمّ تدجينها في أمريكا الجنوبية. أما في مناطق ما يعرف الآن بالولايات المتحدة، دجّن الأمريكيون الأصليون دوار الشمس (جنس) وsumpweed منذ حوالي 2500 عام.
| الحبوب          | الذرة، خرفار كاروليني، شعير دقيق |
| الحبوب الزائفة  | قطيفة (نبات)، كينوا، بطباط قائم، بطباط قائم، دوار الشمس |
| حبوب قطانية     | فاصولياء شائعة، tepary bean ،scarlet runner bean ،فاصولياء بيضاء، فول سوداني                                                                                 |
| ألياف           | قطن مكسيكي، يكة، باهرة |
| جذور ودرنات     | هيكاما، بفرة (مينيهوت)، بطاطس، بطاطا حلوة، دوار الشمس الدرنيs, أقصليس درني، كبوسين درني، ulloco, لغه ىالعربي [الإنجليزية]، إجاص الأرض، leren ،الفول السوداني |
| الفواكه         | طماطم، فلفل حار، أفوكادو، عنبية حادة الخباء، توت أزرق، huckleberries ،قشطة شريموليا، ببايا، أزيمينة مفصصة، فاكهة زهرة الآلام، أناناس، قشطة شائكة، فراولة     |
| قثائيات         | القرع |
| اللحوم والدواجن | دجاج رومي، بيسون، بطة موسكوفية، كابياء خنزيرية |
| المكسرات        | فول سوداني، جوز أسود، shagbark hickory، بقان، الجوزية، البلوط، الصنوبر، كاجو                                                                                 |
| نباتات أخرى     | شوكولاتة، قنا (نبات)، تبغ شائع، صمغ، مطاط، شراب القيقب، شراب بتولا، فانيليا                                                                                  |

| التاريخ   | المحاصيل                           | الموقع          |
| --------- | ---------------------------------- | --------------- |
| 7000 ق.م. | الذرة                              | المكسيك         |
| 5000 ق.م. | القطن                              | المكسيك         |
| 4800 ق.م. | القرع الفلفل الحار أفوكادو القطيفة | المكسيك         |
| 4000 ق.م. | الذرة البقوليات الشائعة            | المكسيك         |
| 4000 ق.م. | مكسرات مطحونة                      | أمريكا الجنوبية |
| 2000 ق.م. | زهور عباد الشمس بقوليات            |                 |

## أمريكا الشمالية

### مكسرات أمريكا الشمالية
- البلوط (سنديان، زانية (نبات))
- جوز أسود (جوزية)
- الجوزية
- بقان (جوز)
- جوز رمادي

### خضراوات وحبوب أمريكا الشمالية
- جنسنغ خماسي الأوراق
- أرالية
- ثوم معمر (نرجسية (نبات))
- قنفذية (نجمية)
- دوار الشمس الدرني (نجمية)
- القيقب (كستناوات الحصان)
- فاصولياء شائعة (فولاوات)
- قصعين (شفوية)
- دوار الشمس (جنس) (نجمية)
- أرز بري (نجيلية)

### فواكه أصولها من أمريكا الشمالية
تعتبر كندا والمكسيك والولايات المتحدة موطن العديد من الفواكه الغريبة الصالحة للأكل. لكن الأنواع التي تزرع على تجارياً على نطاق واسع ومعروفة عالمياً ثلاثة فقط وهي العنب والعنبية حادة الخباء والتوت الأزرق. كثير من الفواكه المذكورة أدناه لا تزال تؤكل محلياً ومعروفة منذ أزمان وبعضها يستنبت في الحدائق كنباتات صديقة للبيئة.
- خمان كندي (مسكية)
- عنب أمريكي: أنواع أمريكا الشمالية (مثل: كرمة شفوية، كرمية) وتزرع الأنواع الهجينة الأمريكية الأوروبية مثل الكرمة النبيذية
- بدفيل (تفاح مايو; برباريسية)
- برسيمون أمريكي (إبنوسية): يستخدم تقليدياً في صناعة الحلويات ويُصنع فاكهةً مجففة
- خوخ أمريكي (وردية)
- خوخ بحري (ورديات)
- كرز أسود (ورديات): ويستخدم كمنكّه للفطائر والمربيات والحلويات
- توت أسود (ورديات)
- توت أزرق (عنبية (نبات)؛ خلنجية)[5]
- توت البافالو (خلافية (نبات))، وتنمو في براري كندا.
- خوخ أسود (خوخ أسود؛ ورديات)
- Canadian serviceberry (Amelanchier canadensis; ورديات)، ويعرف أيضاً باسم البرقوق السكري
- Chokecherry (Prunus virginiana; ورديات)
- Cocoplum (Chrysobalanus icaco; بلوطية ذهبية)
- Concord grape[5]
- عنبية حادة الخباء (عنبية (نبات) oxycoccus; خلنجية)[5]
- Dewberry (عليق (جنس), sect. Flagellares, American dewberries; ورديات)
- زعرور مايو الشرقي (ورديات)، يعرف أكثر باسم mayhaw
- False-mastic (Mastichodendron foetidissimum; سبوتية)
- تين ذهبي (توتية)
- برقوق أرضي؛ (بقولية)، وتعرف أيضاً باسم ground-plum milk-vetch
- Huckleberry (Vaccinium parvifolium; Ericaceae)
- زهرة الآلام الحمراء؛ آلامية (فصيلة))، علاج صيفي تقليدي
- أزيمينة مفصصة؛ (قشديات)، يجب عدم الخلط بينها وبين الببايا (Carica papaya; باكسيات), والتي تعرف باسم «باوباو» في بعض اللهجات الإنجليزية
- Pigeon plum (Coccoloba diversifolia; بطباطية)
- صبير (صبير spp.,; صبار)، تستخدم كفاكهة وخضروات بناءً على الجزء المستخدم من النبات
- قرع (قرعية)
- توت أحمر (توتية)
- سالل (Gaultheria shallon; خلنجية)
- عوسج رشيق (عوسج رشيق; ورديات)
- Saskatoonberry (Amelanchier alnifolia, ورديات)
- بلميط منشاري (بلميط منشاري; نخلية)
- تفاح رفيع الأوراق (تفاح رفيع الأوراق; ورديات)
- قرع (جنس) (Cucurbiteae cucurbita; قرعاوات)
- فراولة (فراولة; Rosoideae)
- Thimbleberry ; ورديات)
- طماطم
- Toyon ; ورديات)
- عنب الأرض ( خلنجية)